# Bita do Barão
Wilson Nonato de Sousa, conhecido popularmente como Mestre Bita do Barão de Guaré, (Codó, 10 de julho de 1932 – Codó, 18 de abril de 2019) foi um renomado pai-de-santo maranhense, líder do culto do Terecô (vertente local da Umbanda) e figura de grande destaque no cenário religioso do Brasil. Reverenciado como um dos pais-de-santo mais influentes e prestigiados do país, ele comandou por décadas a principal casa de culto de Codó (MA). Foi notório conselheiro espiritual de membros do poder, em especial da família Sarney, e recebeu honrarias oficiais por sua contribuição cultural, como o título de Comendador da República em 1993.

## Origens e Primeiros Anos
Wilson Nonato de Sousa nasceu no município de Codó, interior do Maranhão, e cresceu envolto por uma atmosfera de mistério que ele mesmo ajudou a cultivar. Embora estudos acadêmicos indiquem que tenha vindo ao mundo em 10 de junho de 1932, filho de Cirilo Bispo de Sousa, natural de Caxias, e de Olívia Ferreira de Sousa.
A infância de Wilson se desenrolou em Santo Antônio dos Pretos, um povoado nos arredores de Codó marcado por sua forte tradição afro-brasileira. Ali, numa comunidade majoritariamente negra, as práticas de matriz africana eram preservadas com resistência e discrição. Desde cedo, seu temperamento inquieto chamou a atenção dos pais, que o apelidaram de “Bita”, uma referência regional ao bode, animal conhecido por sua energia constante. Esse apelido atravessaria os anos, tornando-se parte do nome pelo qual seria nacionalmente reconhecido.
As primeiras manifestações espirituais surgiram ainda na infância. Aos cinco anos, Bita afirmava já entrar em transe, incorporando uma entidade chamada Barão de Guaré, espírito que mais tarde se tornaria o principal guia de sua missão religiosa. Mais tarde, Bita lembraria com emoção desses primeiros contatos com o invisível, descrevendo-os como visões fabulosas, intensas e encantadoras, que vinham quando ele ainda "não sabia de nada" e apenas se entregava ao mistério.
Na adolescência, seus dons começaram a ganhar notoriedade além dos limites do povoado. Um episódio frequentemente mencionado em Codó conta que Bita, já adolescente, teria solucionado um crime por meio de incorporação mediúnica, revelando a identidade de um ladrão e o paradeiro de uma arma desaparecida.  Segundo ele mesmo recordaria anos depois, nos primeiros tempos não cobrava pelas consultas. As pessoas ofereciam presentes espontaneamente: joias, mantimentos, favores.
Ainda muito jovem, Bita começou a formar discípulos. Já no final da adolescência, havia iniciado pelo menos duas filhas-de-santo, ensinando-lhes os fundamentos das religiões afro-brasileiras. Essa atuação inicial demonstra que ele não apenas liderava rituais, mas também assumia um papel formador.

## Formação Espiritual e Desenvolvimento
Ao longo das décadas de 1940 e 1950, Bita ampliou sua prática incorporando elementos da Umbanda e do Candomblé, adaptando rituais e cânticos à realidade de Codó. Essa abertura contribuiu para a permanência e expansão de seu terreiro, atendendo a uma diversidade crescente de frequentadores. Registrou oficialmente sua Tenda de Umbanda junto à União de Tendas Espíritas de São Paulo

### Fundação da Tenda Rainha Iemanjá e Primeiros Passos da Carreira
A carreira espiritual de Bita do Barão consolidou-se com a fundação da Tenda Espírita de Umbanda Rainha Iemanjá, em 1954, no povoado de Santo Antônio dos Pretos, onde realizou os primeiros assentamentos sagrados e iniciou as atividades do terreiro. Poucos anos depois, a casa foi transferida para a zona urbana de Codó, acompanhando o processo de urbanização do município. Instalada em um terreno amplo na Rua Rui Barbosa, a tenda passou por sucessivas ampliações, com a construção dos chamados Palácios de Iansã e de Iemanjá.
Estima-se que, durante as festas anuais, a casa chegasse a receber até 2 mil pessoas por dia. Sua atuação espiritual era procurada por motivos diversos, como curas, proteção ou mediação de conflitos.
Nos anos 1980, episódios simbólicos reforçaram sua aura de influência, como a movimentação intensa de seu terreiro durante a crise que antecedeu a morte de Tancredo Neves e a posse de José Sarney. Em 1988, Sarney condecorou Bita com uma medalha oficial, e, em 1993, concedeu-lhe o título de Comendador da República.
Em 1997, a escola de samba Mangueira levou o enredo de Codó ao carnaval carioca, aludindo indiretamente à sua influência. Figuras públicas também o procuravam para atendimentos, o que levou a imprensa a chamá-lo de “pai-de-santo dos famosos”.
Paralelamente à atividade religiosa, Bita acumulou patrimônio considerável, tornando-se proprietário de imóveis, fazendas e postos de gasolina na região. Os atendimentos particulares chegaram a custar valores elevados, especialmente em casos de sigilo ou pedidos específicos. Apesar disso, manteve forte ligação comunitária, reinvestindo parte dos recursos na manutenção do terreiro e em ações como a distribuição de alimentos durante festividades.

### Rituais, Festas e Produção Religiosa
Ao longo de sua trajetória, Bita do Barão estruturou um calendário ritual próprio que se tornou referência na religiosidade de Codó e do Maranhão. Entre os eventos mais emblemáticos de sua Tenda Espírita de Umbanda Rainha Iemanjá estavam a Festa de Santa Bárbara, em dezembro, e o Festejo de Agosto, voltado às obrigações aos santos e orixás. A primeira mesclava devoção católica e culto a Iansã, com novenas, toques de tambor e procissões no terreiro, atraindo fiéis de diferentes origens religiosas.  Já o festejo de agosto reunia centenas de filhos-de-santo e convidados em uma semana de rituais ininterruptos, com sessões de cura, danças, cânticos e refeições coletivas custeadas por doações, consolidando-se como um ponto de encontro de diferentes camadas sociais unidas pela fé.
Formou dezenas de discípulos que fundaram terreiros próprios, muitos deles em Codó, onde estima-se haver mais de 300 casas ativas com alguma ligação à sua linhagem espiritual.

### Reconhecimento, Honrarias e Consagração Pública
Ao longo dos anos 1990, sua projeção cresceu. Em 1993, recebeu o título de Comendador da República, entregue com apoio do ex-presidente José Sarney e de entidades culturais. O gesto conferiu visibilidade nacional ao pai-de-santo e suscitou debate sobre a legitimidade do reconhecimento institucional a lideranças religiosas afro.

## Vida Pessoal e Características
Apesar da imagem mística que cultivava publicamente, Bita do Barão era, no cotidiano, um homem simples, apegado à família e aos costumes interioranos. Casou-se ainda jovem e teve uma filha, Janaína Nonata de Sousa, que foi preparada desde cedo para sucedê-lo. O laço da família com os Sarney também ia além do plano político: Roseana Sarney foi madrinha de Janaína, fortalecendo os vínculos pessoais entre ambos os núcleos.

### Últimos Anos, Doença e Falecimento
Em abril de 2019, após uma infecção pulmonar severa, foi internado em Teresina, onde faleceu no dia 18, aos 86 anos, por falência múltipla de órgãos. Atendendo a seu desejo, o corpo foi levado a Codó e velado na própria Tenda Rainha Iemanjá. O funeral foi marcado por grande comoção popular: milhares de pessoas passaram pelo terreiro, autoridades enviaram coroas de flores e manifestações de pesar chegaram de todo o país.
Codó decretou luto oficial de três dias.

## Legado
A morte de Bita do Barão marcou o fim de uma era. Sua filha, Mãe Janaína, assumiu a liderança da Tenda Rainha Iemanjá, mantendo os rituais e festas instituídos por ele, como o tradicional festejo de agosto.
Bita também deixou marcas duradouras fora dos limites da tenda. Codó se transformou em um símbolo da espiritualidade afro-brasileira, muito por sua atuação. Seu nome tornou-se sinônimo da encantaria maranhense, projetando a cidade nacionalmente. Com ele, práticas antes marginalizadas ganharam visibilidade, e outros mestres locais passaram a ser reconhecidos. Terreiros inspirados por sua doutrina se espalharam pelo Maranhão.
Além da prática religiosa, Bita tornou-se uma figura mítica da memória popular. Histórias sobre seus feitos, reais ou lendários, são contadas, tornando-o uma espécie de herói cultural.

Festas como a de Santa Bárbara vêm sendo documentadas para fins de preservação cultural, e sua casa em Codó tem atraído visitantes de todo o país, interessados em conhecer de perto a história do mestre.